# Allium triquetrum
Allium triquetrum, svenska sloklök, är en amaryllisväxtart som beskrevs av Carl von Linné. Allium triquetrum ingår i släktet lökar, och familjen amaryllisväxter. Inga underarter finns listade i Catalogue of Life.

## Bilder

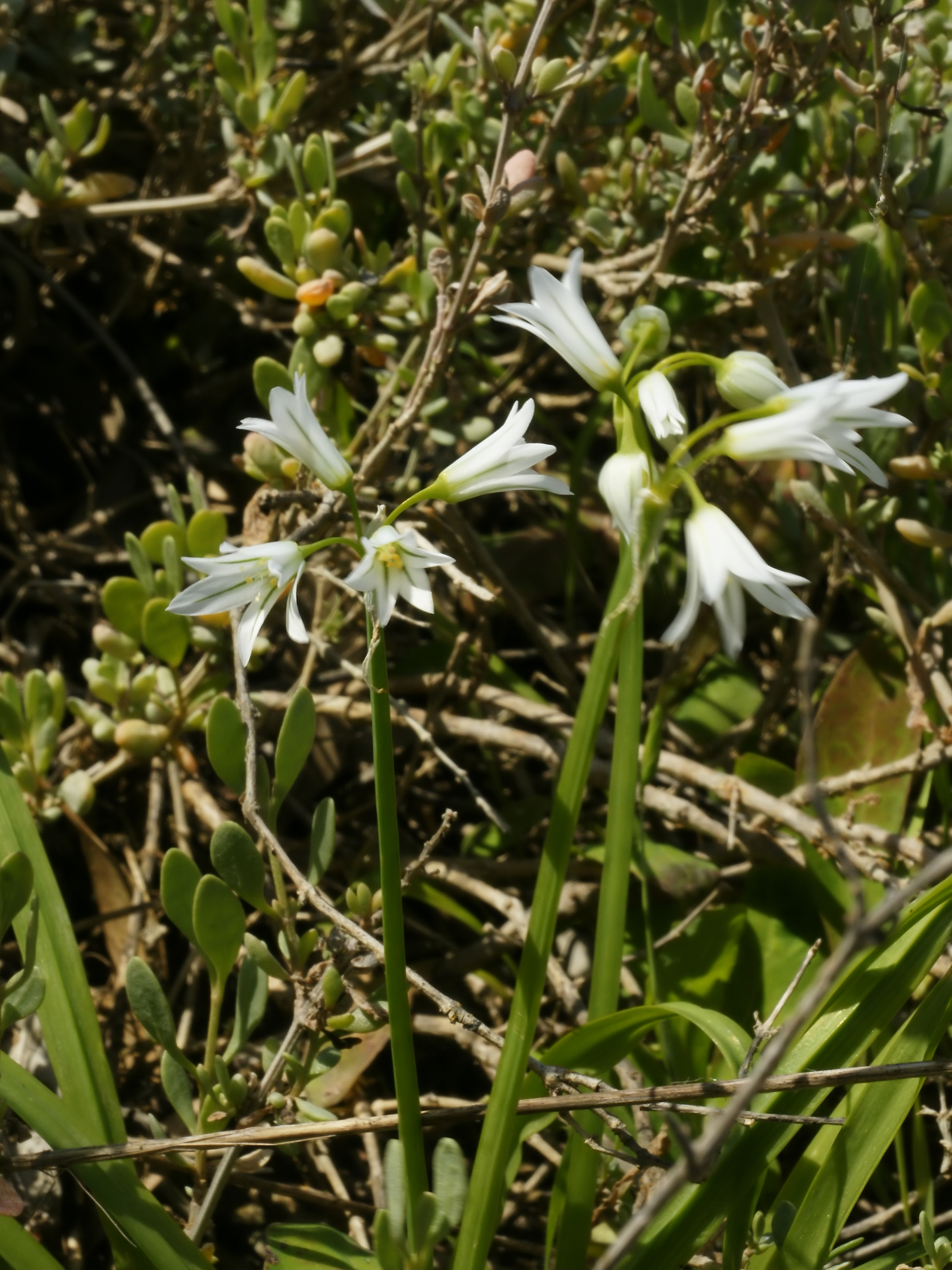
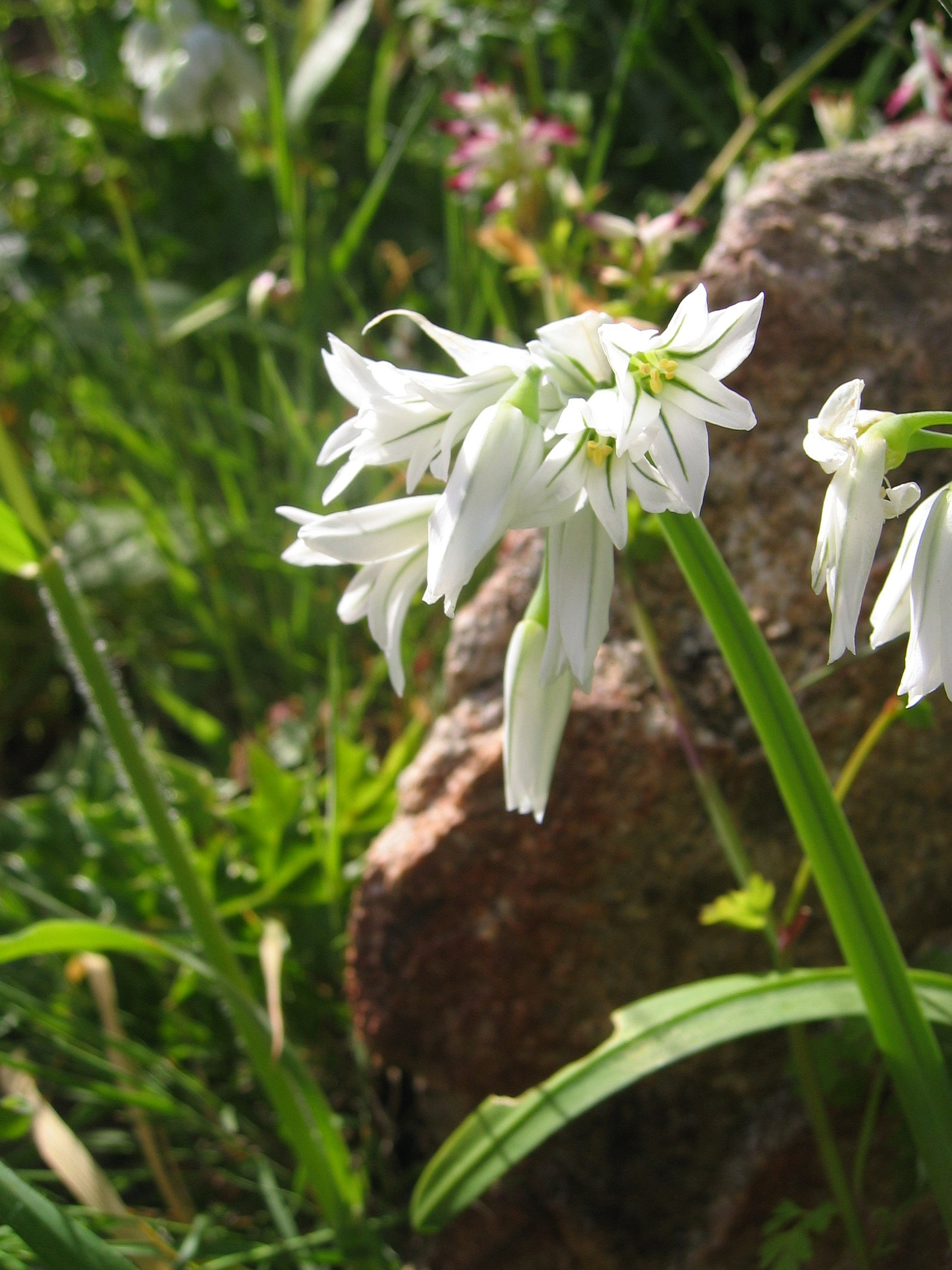
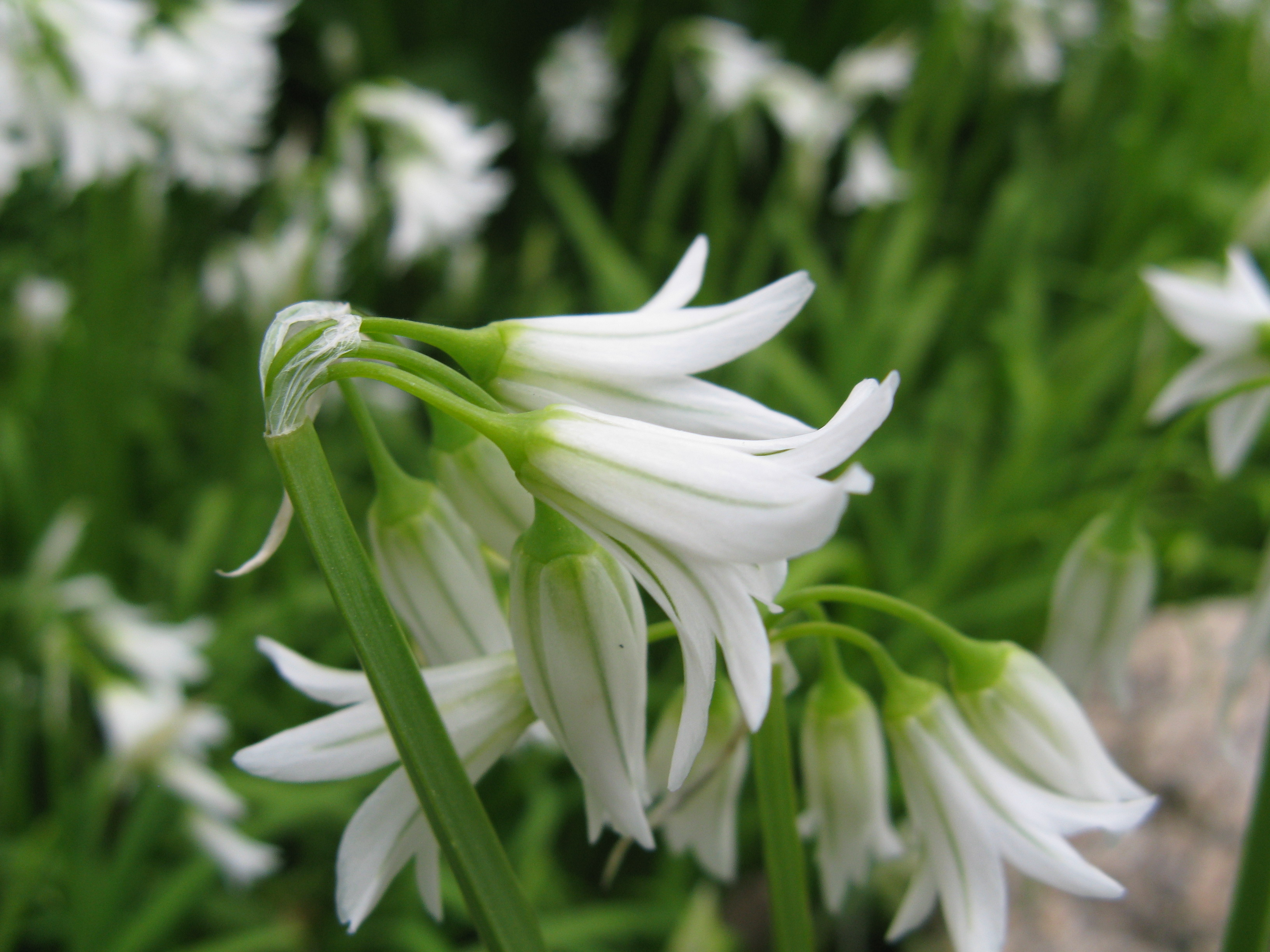